# Lia Tanzi
Lia Tanzi (Buenos Aires, 3 novembre 1948) è un'attrice italiana.

## Biografia
Nata in Argentina da genitori italiani, Lia è andata ad abitare a Parma ancora piccola, accompagnando il padre, pittore. Appassionata di recitazione, ha iniziato a studiare presso la scuola del Piccolo Teatro di Milano dove ha incontrato Giuseppe Pambieri, che ha sposato il 18 luglio 1970. Ha lavorato nel mondo del cinema dalla prima metà degli anni settanta, ma ha conosciuto la popolarità con il film Mia moglie è una strega nel 1980. Nella sua carriera è stata diretta da registi famosi quali Dino Risi, Sergio Martino, Castellano e Pipolo, Steno, Carlo Vanzina e Giorgio Capitani. Si ricorda poi la sua presenza nel cast della miniserie televisiva Le ali della vita, dove ha dato volto alla malvagia Olga.

## Vita privata
Dal suo matrimonio col collega Giuseppe Pambieri, avvenuto nel 1970 è nata, nel 1971, la figlia Micol, anche lei attrice.

## Filmografia

### Cinema
- Vedo nudo, regia di Dino Risi (1969)
- Salvare la faccia, regia di Rossano Brazzi (1969)
- Milano trema: la polizia vuole giustizia, regia di Sergio Martino (1973)
- Cugini carnali, regia di Sergio Martino (1974)
- Permettete signora che ami vostra figlia?, regia di Gian Luigi Polidoro (1974)
- La signora gioca bene a scopa?, regia di Giuliano Carnimeo (1974)
- Fatevi vivi, la polizia non interverrà, regia di Giovanni Fago (1974)
- Morte sospetta di una minorenne, regia di Sergio Martino (1975)
- Una sera c'incontrammo, regia di Piero Schivazappa (1975)
- Amore mio spogliati... che poi ti spiego!, regia di Fabio Pittorru e Renzo Ragazzi (1975)
- La banca di Monate, regia di Francesco Massaro (1976)
- Al piacere di rivederla, regia di Marco Leto (1976)
- La stanza del vescovo, regia di Dino Risi (1977)
- La vergine, il toro e il capricorno, regia di Luciano Martino (1977)
- Mia moglie è una strega, regia di Castellano e Pipolo (1980)
- Speed Cross, regia di Stelvio Massi (1980)
- Bollenti spiriti, regia di Giorgio Capitani (1981)
- Quando la coppia scoppia, regia di Steno (1981)
- Quello che le ragazze non dicono, regia di Carlo Vanzina (2000)
- Ultimo stadio, regia di Ivano De Matteo (2002)
- Maternity Blues, regia di Fabrizio Cattani (2011)

### Televisione
- Il commissario De Vincenzi, regia di Mario Ferrero – serie TV, ep 1x03 (1974)
- Philo Vance, regia di Marco Leto – miniserie TV (1974)
- Rosso veneziano, regia di Marco Leto – miniserie TV (1976)
- Le nozze difficili, di Vitaliano Brancati, regia di Aldo Grimaldi, trasmessa dal Canale 1 il 21 giugno 1977.
- Fregoli, regia di Paolo Cavara – miniserie TV (1981)
- Quell'antico amore di Giansiro Ferrata e Elio Vittorini, regia di Anton Giulio Majano – miniserie TV (1981-1982)
- Nebbia in Valpadana – serie TV (2000)
- Le ali della vita 2, regia di Stefano Reali – miniserie TV (2001)
- Carabinieri – serie TV, 19 episodi (2007-2008)
- La ladra – serie TV, 12 episodi (2010)

## Teatro
- Re Lear di William Shakespeare, regia di Giorgio Strehler; Piccolo Teatro di Milano
- L'anatra all'arancia di William Douglas-Home e Marc-Gilbert Sauvajon, regia di Alberto Lionello (1974)